# Грейсфилд
«Грейсфилд» (англ. The Gracefield Incident) — американо-канадский фильм ужасов, дебютный режиссёра Матье Рата. В США и Канаде фильм вышел 21 июля 2017 года. В России фильм вышел 27 июля 2017 года.

## Сюжет
Главный герой после аварии, в которой потерял нерождённого ребёнка и свой собственный глаз, отправляется вместе с женой и друзьями в коттедж своего босса для того, чтобы весело провести выходные и наладить отношения с женой. Всё происходящее с ним вокруг он записывает на свой протез глаза, являющийся мини-видеокамерой. Во время их совместной игры в карты на веранде коттеджа в небе возникает свечение, сопровождающееся падением метеорита. Главный герой вместе с лучшим другом отправляются на поиски небесного тела. С этого момента веселье сменяется на борьбу за жизни друзей, исчезающих бесследно один за другим, и за свою собственную.

## Критика
Фильм получил отрицательные отзывы критиков. Ноэль Мюррей из Los Angeles Times написал что «несмотря на что в фильме есть несколько впечатляющих спецэффектов, он остается ещё одним found footage триллером, где диалоги выглядят фальшиво, нестрашные действия утомительными а образы неумелыми». Журналист Денис Харви из Variety в своей рецензии заключил что фильм «слабый, немного дилетантский».